# Liste der Wappen im Landkreis Nürnberger Land
Die Liste der Wappen im Landkreis Nürnberger Land zeigt die Wappen der Gemeinden im bayerischen Landkreis Nürnberger Land.

## Landkreis Nürnberger Land

Landkreis Nürnberger Land Über blauem Schildfuß, darin ein unterhalbes silbernes Mühlrad, gespalten; vorne in Gold ein rot bewehrter halber schwarzer Adler am Spalt, hinten fünfmal schräg geteilt von Rot und Silber.
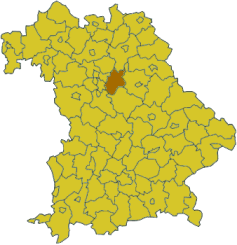
Lage des Landkreises Nürnberger Land in Bayern
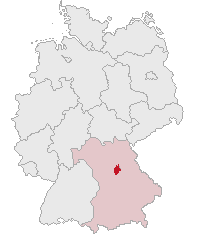
Lage des Landkreises Nürnberger Land in Deutschland
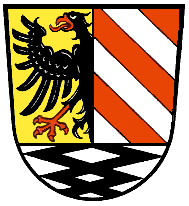
Landkreis Hersbruck (–1972) Über silbernem Schildfuß, darin ein waagrechtes schwarzes Leistengitter, gespalten; vorne in Gold ein halber, rot bewehrter schwarzer Adler am Spalt, hinten fünfmal schräg geteilt von Rot und Silber.
Landkreis Lauf a.d.Pegnitz (–1972) Über Schildfuß mit den bayerischen Rauten gespalten; vorne in Gold ein halber, rot bewehrter schwarzer Adler am Spalt; hinten fünfmal schräg geteilt von Rot und Silber.
Landkreis Nürnberg (–1972) Geviert von Silber und Schwarz; aufgelegt ein gespaltener Mittelschild, darin vorne in Gold ein halber, rot bewehrter schwarzer Adler am Spalt, hinten fünfmal schräg geteilt von Rot und Silber.

## Wappen der Städte, Märkte und Gemeinden

Gemeinde Alfeld Gespalten durch einen blauen Bach, vorne in Schwarz ein halber, rotbewehrter goldener Löwe, hinten fünfmal schräg geteilt von Rot und Silber.
Stadt Altdorf b.Nürnberg In Schwarz ein rot gekrönter und rot bewehrter goldener Löwe, der einen gespaltenen Schild hält; darin vorne in Gold ein halber schwarzer Adler am Spalt; hinten fünfmal schräg geteilt von Rot und Silber.
Gemeinde Burgthann Geviert von Silber und Schwarz; aufgelegt ein goldener Schild, darin eine bewurzelte grüne Tanne.
Gemeinde Engelthal In Blau über einem gespaltenen Schild (darin vorne in Gold ein gold bewehrter halber schwarzer Adler am Spalt, hinten fünfmal schräg geteilt von Rot und Silber) wachsend der silberne Erzengel Michael, in der Rechten ein goldenes Schwert, in der Linken eine goldene Waage haltend.
Markt Feucht In Silber ein stehender, rot beschuhter und gegürteter Schütze mit grüner Jacke und Mütze, goldenen Hosenbeinen, offen und rot gefütterten Jackenärmeln, weißen Hemdsärmeln und Kragen, mit der Rechten eine goldene Armbrust schulternd, die Linke, darin zwei gekreuzte goldene Pfeile, auf einem grünen Schild, darin ein goldener Bienenkorb, gestützt. Das Wappen zeigt einen Zeidler.
Gemeinde Happurg In Gold ein schräg gestelltes goldenes Schwert, darüber ein rot gefütterter schwarzer Holzschuh, darunter eine rote heraldische Rose mit goldenen Butzen und grünen Kelchblättern.
Gemeinde Hartenstein Gespalten von Gold und Schwarz, vorne ein durchgehendes blaues Wolfseisen mit Widerhaken, hinten ein steigender, rot gekrönter und bewehrter goldener Löwe.
Gemeinde Henfenfeld Geviert mit von Gold, Blau und Silber geteiltem Herzschild; in Schwarz eine goldene Hanfblüte, in Gold ein rot bewehrter, schwarzer wachsender Adler, in Gold drei eins zu zwei gestellte rote Kugeln, in Rot ein silberner Ring.
Stadt Hersbruck In Rot eine silberne Zinnenmauer mit zwei Bögen, besetzt mit zwei silbernen Zinnentürmen mit Fenstern, zwischen denen ein silberner Hirsch auf schrägem Brückenbalken hinauf springt.
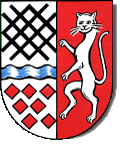
Gemeinde Kirchensittenbach Gespalten von Silber und Blau; vorne über einem blauen Wellenbalken ein schwarzes Gitter, unten sieben drei zu zwei zu zwei gestellte liegende rote Rauten. Hinten in Rot eine steigende, herschauende silberne Katze.
Stadt Lauf a.d.Pegnitz In Rot über grünem Dreiberg eine silberne Burg mit Zinnenmauer und zwei Zinnentürmen mit blauen Spitzdächern, dazwischen schwebend ein gespaltener Schild; darin vorne in Gold ein halber, rot gezungter schwarzer Adler am Spalt, hinten fünfmal schräg geteilt von Rot und Silber.
Gemeinde Leinburg Geteilt; oben in Blau ein gekrönter halber goldener Jungfrauenadler, unten in Silber eine grüne Hopfenranke mit sieben halbkreisförmig angeordneten Dolden und einem Blatt.
Markt Neuhaus a.d.Pegnitz Geteilt von Blau und Rot; oben ein wachsender, rot bewehrter goldener Löwe, unten auf grünem Dreiberg ein silberner Zinnenturm mit offenem Tor und goldenem Fallgatter.
Gemeinde Neunkirchen a.Sand Geviert; 1: schräg geteilt von Gold und Rot; 2: in Rot eine silberne Lilienkrone; 3: in Gold eine rote heraldische Rose mit goldenem Butzen und silbernen Kelchblättern; 4: fünfmal schräg geteilt von Rot und Silber.
Gemeinde Offenhausen Fünfmal schräg geteilt von Rot und Silber, belegt mit dem wachsenden goldenen Turm der Ottmars- und Ottilienkapelle mit Außenkanzel und Tor, oben rechts beseitet von einem schwarzen Schildchen mit drei zwei zu eins gestellten goldenen Kugeln, oben links beseitet von einem silbernen Schildchen mit einer heraldischen roten Rose mit goldenem Butzen und fünf grünen Blättern.
Gemeinde Ottensoos Durch eine eingeschweifte blaue Spitze, darin aus einer silbernen Quadermauer wachsend eine silberne Wehrkirche, gespalten; vorne fünfmal schräg links geteilt von Rot und Silber, hinten gerautet von Silber und Blau.
Gemeinde Pommelsbrunn Über blauem Spitzenschildfuß mit sieben Spitzen in Silber ein von Rot und Schwarz gespaltener goldbewehrter Doppeladler, belegt mit einem von Silber und Blau geteiltem Schildchen, darin oben ein wachsender schwarzer Bär.
Gemeinde Reichenschwand Unter von fünfmal von Rot und Silber geteiltem Schildhaupt, gespalten von Blau und Gold, vorne ein silberner Schrägwellenbalken, hinten ein natürlicher Schwan ohne Füße.
Gemeinde Rückersdorf Geteilt von Schwarz und Silber, darin ein linksgewendeter aufspringender Windhund in verwechselten Farben mit goldenem Halsband; unten links ein rotes Schildchen mit silbernem Schrägbalken.
Stadt Röthenbach a.d.Pegnitz In von Rot und Silber gespaltenem Schild ein durchgehender blauer Schrägbach, der mit einem achtschaufeligen goldenen Mühlrad belegt ist.
Markt Schnaittach Geviert von Schwarz und Blau; 1 und 4: je ein zugewendeter, rot gekrönter, rot bewehrter goldener Löwe; 2 und 3: auf grünem Dreiberg eine silberne Burg.
Gemeinde Schwaig b.Nürnberg Gespalten von Rot und Silber; vorne übereinander zwei goldene Bienen, hinten zwei gekreuzte, gestümmelte, brennende, schwarze Äste.
Gemeinde Schwarzenbruck In Silber eine durchgehende, gemauerte schwarze Brücke mit zwei Jochen, darüber schwebend ein rotes Mühlrad.
Gemeinde Simmelsdorf Unter von Rot und Blau gespaltenem Schildhaupt, belegt mit einem silbernen Balken, gespalten; vorne in Gold ein golden bewehrter halber schwarzer Adler am Spalt, hinten geteilt, oben in Gold ein schwarzer Mohrenkopf mit goldenem Ohrring, unten fünfmal schräg geteilt von Silber und Schwarz.
Stadt Velden Geteilt und oben gespalten; vorne in Gold am Spalt ein halber schwarzer Adler, hinten fünfmal schräg geteilt von Rot und Silber; unten in Rot ein waagrechter silberner Fisch.
Gemeinde Vorra Durch eine gesenkte, eingeschweifte silberne Spitze, darin ein schwarzer Holzschuh mit rotem Innenfutter und silbernen Leisten, gespalten von Gold und Rot; vorne ein rot bewehrter und rot bezungter halber Adlerrumpf am Spalt, hinten eine steigende, herschauende, rot bezungte silberne Katze.
Gemeinde Winkelhaid In Rot auf grünem Boden ein goldener Bienenkorb, darüber schräg gekreuzt ein silberner Kreuzstab und ein silberner Winkel.

## Ehemalige Gemeinden mit eigenem Wappen

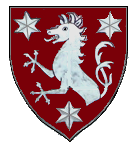
Gemeinde Heuchling
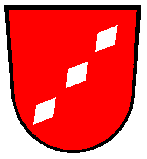
Gemeinde Eismannsberg In Rot drei schräglinke silberne Rauten
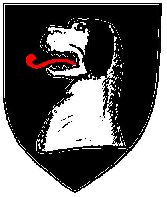
Gemeinde Rasch In Schwarz ein silberner Brackenkopf mit schwarzem Ohr und ausgeschlagener roter Zunge